# Guipa
Guipa est une commune rurale située dans le département de Bokin de la province du Passoré dans la région Nord au Burkina Faso.

## Géographie
Guipa est situé à 2,5 km au sud-est de Sitoèga et de la route régionale 20, à 7,5 km au sud-est du centre de Bokin, le chef-lieu du département, et à environ 50 km à l'est de Yako.

## Santé et éducation
Guipa accueille un centre de santé et de promotion sociale (CSPS) tandis que le centre médical départemental (CM) est à Bokin et le centre médical avec antenne chirurgicale (CMA) de la province est à Yako. En 2019, une équipe médicale chinoise fait une tournée de consultations gratuites dans le village, comme dans plusieurs communes du nord du Burkina Faso.
Guipa possède un collège d'enseignement général (CEG).